# 藤野村 (愛知県)
藤野村（ふじのむら）は、かつて愛知県碧海郡にあった村である。
現在の安城市南東部（川島町・村高町など）に該当する。

## 歴史
- 1889年（明治22年）10月1日 - 下佐々木村、上佐々木村、東牧内村、村高村、川島村、河野村が合併し、藤野村が発足。
- 1891年（明治24年）8月8日 - 藤野村の一部（東牧内・上佐々木・下佐々木・河野）が分立し、志賀須香村が発足。
- 1906年（明治39年）5月1日 - 桜井村、小川村、三ツ川村と合併し、桜井村が発足。同日藤野村は廃止。